# Maranta lietzei
Maranta lietzei là một loài thực vật có hoa trong họ Marantaceae. Loài này được (E.Morren) C.H.Nelson, Sutherl. & Fern.Casas mô tả khoa học đầu tiên năm 1998.

## Hình ảnh

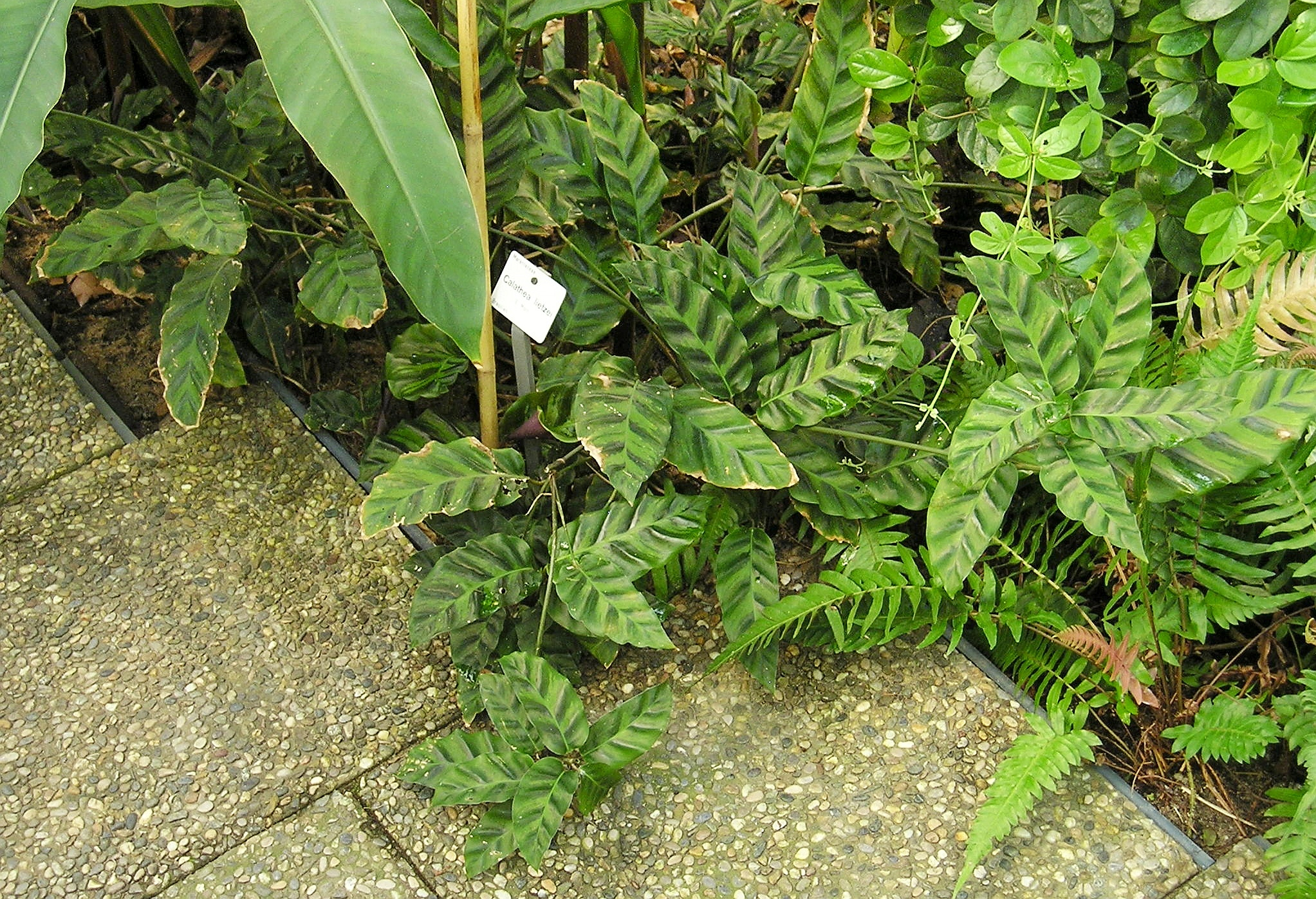
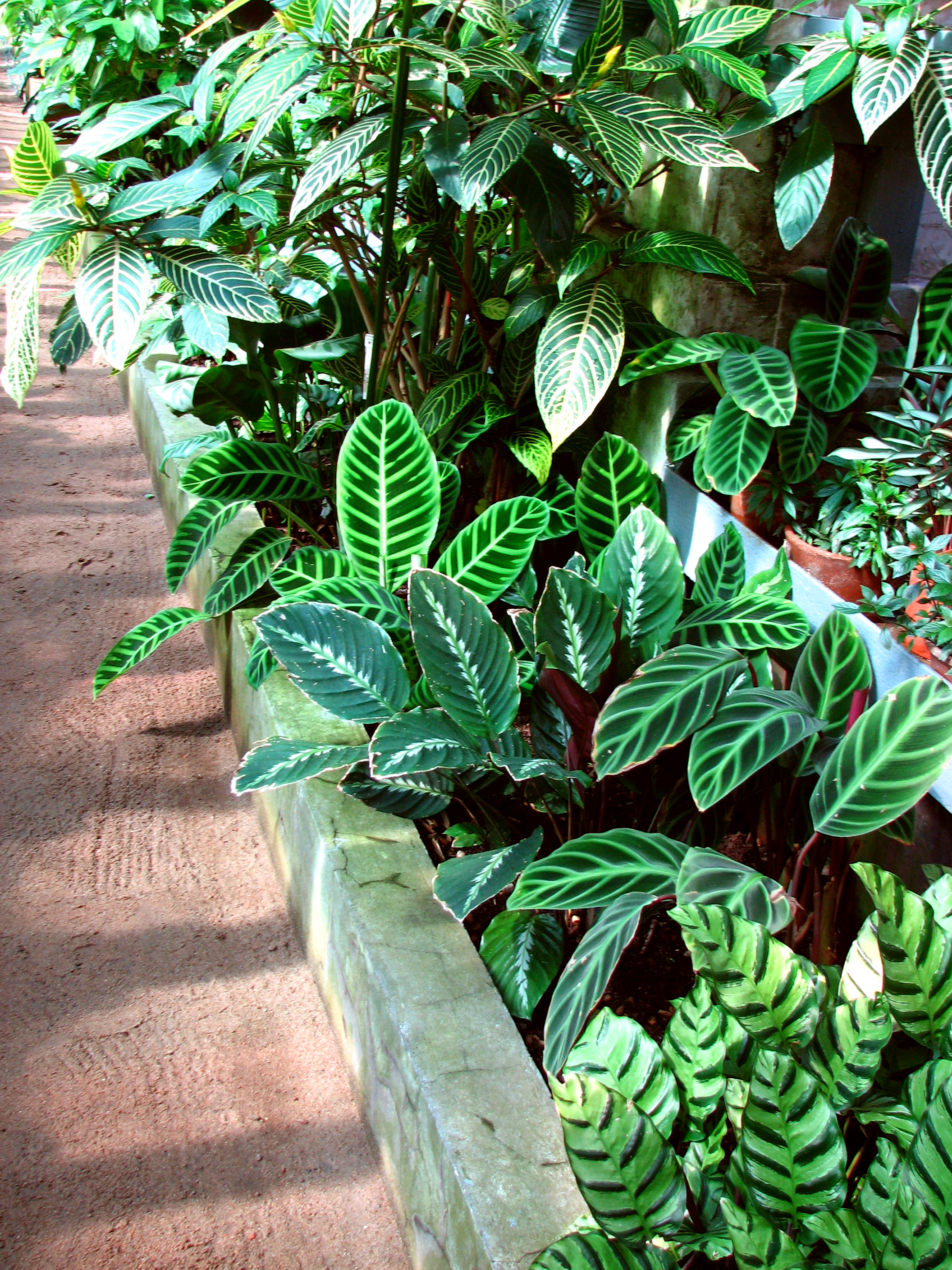